# Colebrook (condado de Coös)
Colebrook es un lugar designado por el censo ubicado en el condado de Coös en el estado estadounidense de Nuevo Hampshire. En el Censo de 2010 tenía una población de 1.394 habitantes y una densidad poblacional de 198,9 personas por km².

## Geografía
Colebrook se encuentra ubicado en las coordenadas 44°53′42″N 71°29′40″O / 44.89500, -71.49444. Según la Oficina del Censo de los Estados Unidos, Colebrook tiene una superficie total de 7.01 km², de la cual 6.81 km² corresponden a tierra firme y (2.88%) 0.2 km² es agua.

## Demografía
Según el censo de 2010, había 1.394 personas residiendo en Colebrook. La densidad de población era de 198,9 hab./km². De los 1.394 habitantes, Colebrook estaba compuesto por el 97.27% blancos, el 0.29% eran afroamericanos, el 0.07% eran amerindios, el 0.65% eran asiáticos, el 0% eran isleños del Pacífico, el 0.36% eran de otras razas y el 1.36% pertenecían a dos o más razas. Del total de la población el 1.22% eran hispanos o latinos de cualquier raza.